# Carovilli

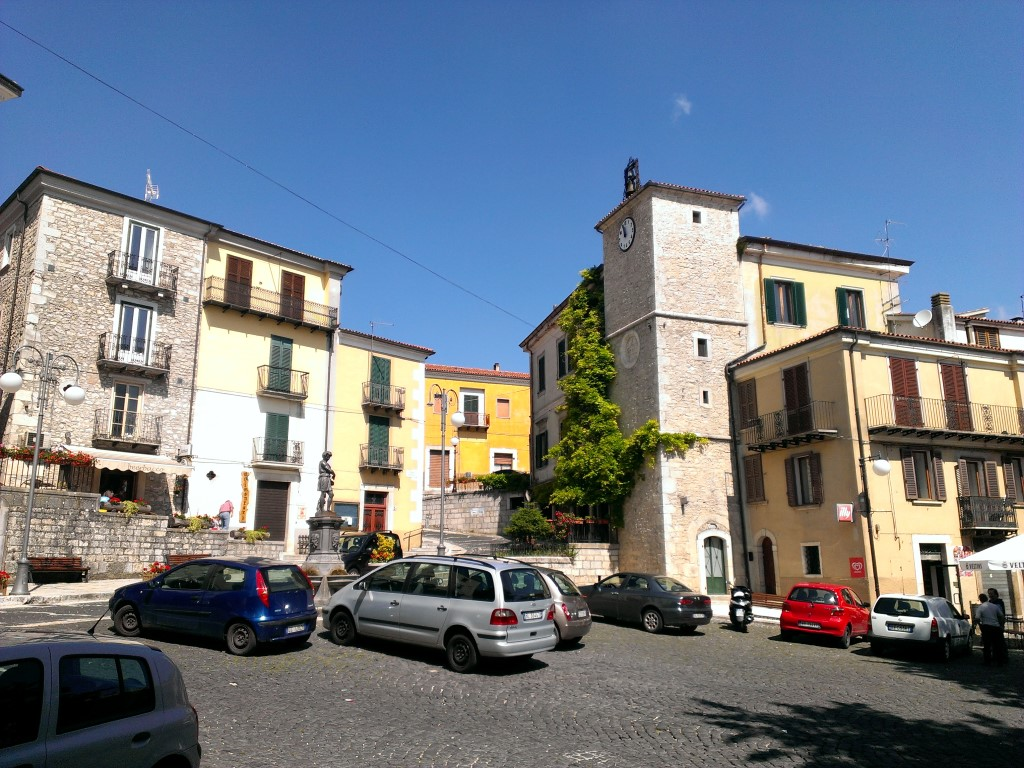
Vista di Piazza Municipio. Si possono notare la fontana raffigurante Bacco (a sinistra) e la torre civica (a destra).

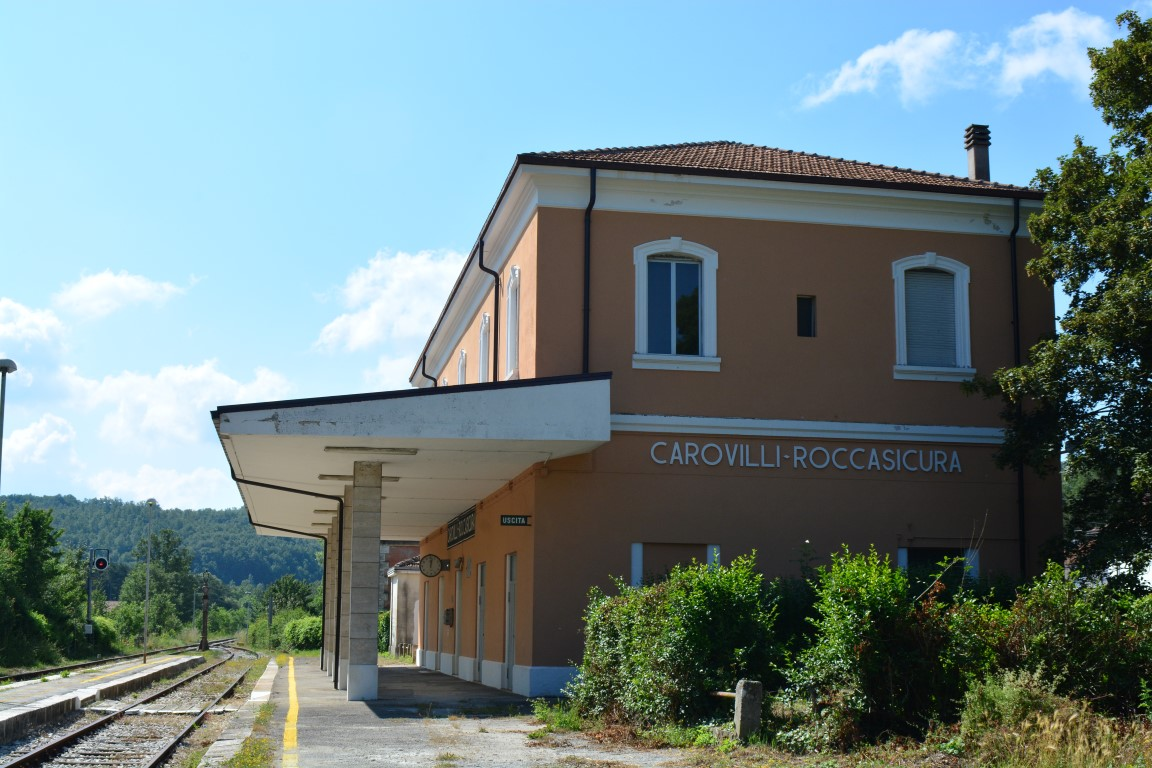

Carovilli è un comune italiano di 1 232 abitanti della provincia di Isernia in Molise.

## Origine del nome
Nel corso dei secoli sono state molte le interpretazioni date al nome Carovilli.
La più diffusa è quella fornita da alcuni storici locali secondo i quali la voce "Carovilli" ripeta semplicemente il nome del console Spurio Carvilio Massimo, cioè "Carvilius", di cui parla lo storico latino Tito Livio nel libro X della sua opera Ab Urbe Condita.

## Storia
Nell'epoca longobarda Carovilli fu feudo dei Borrello, e lo si rileva da un diploma del 1068 col quale un Borrello Conte di Pietrabbondante fece una donazione di beni al Monastero di San Pietro Apostolo. Nel 1453 il feudo di Carovilli passò ,a seguito di uno scambio di baronie, dai Carafa/Spina (Pescolanciano) ai Carafa/Malizia (Forlì), tramite poi Carlo Carafa/Stadera.Codesta signoria fu assegnata a Bartolomeo Carafa(1552), che la alienò a Domenico Francesco Grazia, il cui figlio (Maselli, Tra i Pentri e Caraceni, p.116) poi la rivendette al barone Gio.Gerolamo d’Alessandro di Pescolanciano,figlio di Donato d’Alessandro e Giulia Marchesani già vivente nel 1596(15? -1642) e terzo barone di Pescolanciano.Costui acquisì poi altri feudi e casali, mentre la terra di Carovilli e Castiglione[i] gli fu ceduta da Cesare de Gratia, il 28 maggio 1619, per  ducati  23.000. Ciò si riscontra nei cedolari del Contado di Molise, nonché sull’apprezzo del tavolario di Majone che rappresentò la confinazione dell’intero territorio alto molisano con le proprietà ex feudali[ii].Carovilli e Castiglione furono tassate per 19.3.13 ducati, di cui 3.4.16 “pro jurisdictione primae causas criminalius” e 4.3.12 “pro portulania”.
I d'Alessandro di Pescolanciano sono subentrati con la successiva discendenza a detenere il feudo,che rimase loro fino alla scomparsa della feudalità. Taluni esponenti del Casato vi soggiornarono ed ebbero vari interessamenti, come nel caso dei seguenti personaggi:
Cav. Giovanni, (1574-1654)fratello di Gerolamo. Fu esperto ed abile cavallerizzo, molto noto nel settore dell’addestramento equino e nell’allevamento di speciali razze di cavalli. In data 8 giugno 1653 fu citato per il pagamento “pro jurisditione causas criminalis” per le terre di Carovilli e Castiglione per 3.4 ducati. Rimasto celibe, designò quale successore, alla guida dei feudi familiari, il suo nipote Fabio.
Agapito d'Alessandro(1595-1655), barone di Pescolanciano, risulta intorno al 1628 riscuotere   tributi dalle Università feudali, quale quella di Carovilli e Castiglione che pagava “poliza delli docati 250...a beneficio”. Un suo ritratto, insieme con quello della consorte, sono scolpiti nell'acquasantiera in marmo della chiesa parrocchiale.
Fabio Junior,(1626/8-1676) VI barone e I duca di Pescolanciano risulta citato il 25/10/1667 in un antico manoscritto rinvenuto nell’archivio comunale di Carovilli. Si riporta che “(…)Ill.mo Duca Fabio de Alexandro, domino, barone di Carovilli” presenziò ad una riunione in quell’Università. Il sunnominato Fabio junior (+1674/76), genitore del secondogenito Giuseppe, all’epoca possedeva quindi già detto feudo trasmessogli però dai propri ascendenti, come si evince anche in altre pagine (p.45-53) di tale documento, allorché si indicano parenti passati di lui, quale l’Abate Alessandro (fratello del barone Giovanni Gerolamo) ed il barone Agapito.
Numerosi “rilasci”,infatti, (garanzie legali)risulta che furono concessi dallo stesso agli abitanti di Carovilli nel 1668, come quello di pagare i suoi vassalli in modo opportuno per la loro “juxta fatiga ed opera facienda”, oppure l'altro deliberato di non far impegnare sul lavoro le lavoratrici in gestazione (“non possa in conto nessuno comandare donne gravide” ad andare a giornata);ed ancora la decisione di alleggerire le varie Università dal pagamento dei dazi, nonché la proposta di nominare i sindaci a mezzo di. “pubblico consiglio” come di tutelare gli abitanti del borgo, inquisiti nei feudi, da eventuali molestie delle Corti giurisdizionali.
Alla data 1669 Fabio J. risulta negli elenchi relativi alla “Nova situatione de pagamenti fiscali”in qualità di feudatario delle terre nel Contado di Molise, per le quali doveva il pagamento dei seguenti tributi: Carovilli e Castiglione, ducati 34. Nel “Cedolario della Provincia di Molise”, datato 1639-1695, Carovilli e Castiglione furono tassati ducati 19.3.13 (pro “Iurisdizione” 9.4.12, pro “Criminalia” 3.4.16, pro “Portulania” 4.3.12).
Giuseppe (1656-1715), III duca di Pescolanciano, secondogenito del duca Fabio, succeduto al fratello Geronimo (II duca) deceduto prematuramente, fu signore dei territori feudali pervenutigli. Autore dell’Arte del Cavalcare e noto letterato, provvide altresì all’ampliamento del maniero in Pescolanciano.
Contrasse nozze con Anna Maria Marchesani, ereditiera dei feudi paterni di Castel del Giudice, Roccacinquemiglia e bosco Collemelucci. Ebbe il duca Giuseppe in vecchiaia screzi con le autorità Asburgiche, dominatori del Regno di Napoli.
Ettore Fabio(1694-1741), IV duca di Pescolanciano, risulta erede nella successione del padre Giuseppe. L’inventario dei beni dell’eredità del duca Giuseppe fu redatto dal notaio Nicola M. Cecere, comprendendo quanto segue:
-le proprietà terriere feudali di Pescolanciano (con “suffeudi, palazzo e castello”), di Civitanova, Civitavetere, Carovilli, Castiglione.
Nel 1727, si ritrova egli assieme alla sua consorte Marianna de Toledo-Villar, a soggiornare, per più mesi, nel palazzo ducale dei Pescolanciano sito in Carovilli (accanto alla locale torre civica), allorquando si verificò una ulteriore crisi nei rapporti di concordia tra i detti coniugi. All’epoca risiedeva nel castello a Pescolanciano la duchessa Anna M. Marchesani, già vedova la quale s’intrattenne colà in compagnia della nuora durante un breve periodo. La de Toledo voleva raggiungere a Chieti i propri genitori, nonostante la gravidanza in grembo. Il duca Ettore, rammaricato per tali dissidi in famiglia, si opponeva a questo lungo viaggio, tanto che venne a Carovilli Gioacchino de Toledo, fratello della duchessa, onde riportarla assieme al figlioletto a casa del genitore. All’insistenza della moglie Marianna, il duca a giustificazione del suo diniego sosteneva quella decisione”(...) per non esporre a pericolo detta sua moglie, gravida di circa 4 mesi ed il detto suo figlio di mesi 10(...)”(Nicola Maria). Alcuni giorni dopo, sopragiungeva in Carovilli”(...)Diego Senese, Mastro d’Atti della R.Audienza di Lucera, con una quantità di soldati di campagna(...)” con l’ordine al duca Ettore di portarsi ad Isernia, prontamente, in quanto vigilato,mentre con l’intervento del ”Fiscale della Udienza di Chieti”, munito di dispaccio del S.C. e per lo Vice re, si disponeva”(...) il trasporto della Sig.ra Duchessa ed il Sig.no in Chieti, in casa del suddetto Marchese,suo padre(...)”.
1729 Con la scomparsa di Anna Maria, ultima discendente del ramo Marchesani, i citati feudi e beni patrimoniali si confermarono per eredità, a questo figlio primogenito duca Ettore d’Alessandro di Pescolanciano con atto notarile e riconoscimento della Gran Corte, per mezzo di decreto di Preambolo del 22 febbraio 1730. Il relevio da pagare fu scontato della somma già liquidata nel 1708 dal duca paterno Giuseppe. Il feudo di Carovilli non apparve però nell’elenco successorio della defunta Marchesani.
Nicola Maria I,(1726-1764), nacque a Trani nell’abitazione del marchese de Toledo, genitore di Marianna de Toledo già consorte del citato duca Ettore. Fu V duca e contrasse matrimonio con Eleonora Castromediano Limburgo Aquaviva di Aragona (dei duchi di Murciano). Costei, a morte del marito, risulta, in seguito, citata in un documento del 10 febbraio 1768 per la richiesta inoltrata al Vescovo della diocesi Di Trivento per i “benefici” su S.Maria in Soletta e Loreto in Castel del Giudice, nonché del monastero di S.Pietro del Tasso in Carovilli, S.Basilio in Pescolanciano e S.Maria in Saliceto in Collemelucci e S.Bartolomeo in Sprondasino.
Pasquale Maria(1756-1816),VI duca, sotto costui il 19 dicembre 1770 , venne registrata presso l’attuario Gennaro Albano una precedente istanza fiscale con certificatoria della Regia Camera, con cui venne certificata l’iscrizione nei libri del Regio Cedolario dei feudi di Pescolanciano, Civitanova, Carovilli, Castiglione, Civitavecchia, Speronasino, Castel del Giudice, Roccacinquemiglia, intestati a sé. Sotto il duca Pasquale esistono elargizioni a favore di religiosi risultano dai mandati di pagamento per la celebrazione di messe in Carovilli, Castiglione, Civitanova durante la festività dell’Assunta. Mentre esistevano dei mandati di offerta per carità di soldi o beni in natura per le vedove ed orfani dei sudditi dei feudi del casato.
Fu l’ultimo titolare,legalmente riconosciuto, delle varie terre feudali. Risulta, difatti, ultimo intestatario nel “Cedolario di Molise” dei feudi ducali di Pescolanciano, baronali di Civitanova, Carovilli, Castiglione, Civitavetere, Castel del Giudice mentre nel “Cedolario di Abruzzo Citra” è intestatario di Roccacinquemiglia, Pietrabbondante( acquisito nel 1786). Tra il 1728-95 fondò una fabbrica di ceramiche in Pescolanciano. Durante il terremoto del Molise del 1805 egli si trovò nel castello divenuto semidiruto, essendo interamente crollata la facciata lato nord-ovest, coinvolgendo anche la cappella ducale, causa del sisma.
Nicola Maria II Senior (1784-1848), nacque il 13/7/1784 a Civitanova S. nel locale palazzo baronale. Fu VII duca di Pescolanciano e contrasse matrimonio con Aurora Ruffo Scilla di Calabria. Costui edificò il palazzetto d'Alessandro nella piazza Municipio, accanto alla torre civica (dove era ubicato l'antica struttura fortificata poi incendiatasi nel settecento), sul cui portale d'ingresso è ubicato lo stemma d'Alessandro-Ruffo Scilla. Fu, così, ripristinata una residenza familiare nel paese. 
Lo stesso dovette, tra l’altro, provvedere sia ai lavori di restauro del castello in Pescolanciano (durati circa venti anni) ed anche affrontare numerosi contenziosi giudiziari prolungati e dispendiosi, causati particolarmente dalla normativa “sull’eversione della feudalità” . Tutto ciò aveva provocato alla Casata una situazione economica progressiva, attuale e futura, assai preoccupante; onde arginare siffatto allarmante fenomeno egli dovette alienare palazzi – posseduti in Napoli – nonché cedere vari terreni (tra cui anche nel territorio di Carovilli)e beni immobiliari rurali, patrimonio della famiglia.
Giovanni Maria (1824-1910), XIII barone e VIII duca di Pescolanciano, si occupò della gestione dei pascoli e dei relativi erbaggi, nonché dei boschi e del legname, dei mulini e delle taverne dei suoi ex feudi. Difatti, risulta dalla “Platea dei feudi rustici”,siti anche nel territorio di Carovilli, che il duca Giovanni possedesse ancora nel 1858 una vecchia taverna (con terreni estesi nove tomoli) ed una “chiusa” con chiesetta attigua in località Briccioso, che affittava per il ristoro dei viandanti in transito lungo il tratturo. Dal 1857 al 1860 inoltre si interessò agli scavi archeologici di Pietrabbondante, in qualità di Ispettore ai Regi Scavi del distretto di Isernia.
Nel 1861, fedele alla monarchia Borbonica del Regno delle Due Sicilie, egli seguì in esilio a Roma lo spodestato sovrano Francesco II ed unitamente alla propria famiglia vi dimorò fino al 1865. Costui risultò segnalato in un telegramma inviato dal governatore della provincia di Molise, Nicola De Luca, al ministero della polizia in Napoli, in cui si riferiva quanto segue:” Dopo la ribellione di Isernia la reazione si è manifestata vittoriosa nei Comuni di Civitanova, Carovilli, Pietrabbondante, Pescolanciano e Chiauci. Mi si dice suscitata e capitanata dal Duca di Pescolanciano che tiene in agitazione il restante dei comuni del distretto di Isernia”.
Intanto, il 4 ottobre 1894 ci fu altro spiacevole episodio. Fu dato mandato alla pretura di Carovilli, per conto del creditore M.Tirone, di procedere al pignoramento dei beni di proprietà del duca Giovanni (in Pescolanciano)in virtù di sentenza del tribunale d’Isernia del 21 febbraio 1890. Coinvolto nel 1891, a Napoli, da un disastroso dissesto economico, subì nel 1898 l’esproprio di tutti i suoi beni immobiliari, salvando solo la proprietà del maniero in Pescolanciano.
Sotto tale data dal 1894, scomparso prematuramente Nicola M. d’Alessandro, marchese di Civitanova, figlio primogenito del duca Giovanni M., già coniugato con la N.D. Carolina Gaetani nonché padre di quattro figli -di cui due maschi Giovanni (+1961) e Mario (+1963)- tutti residenti allora a Bellavista (Na), in ossequio alla consuetudine araldica, il predicato “duca di Pescolanciano” pervenne poi ai suddetti discendenti, successivamente al decesso del vecchio duca Giovanni M. d’Alessandro avvenuto a Napoli nel 1910. Altri figli maschi discendenti pure di Giovanni M. –nel passato 1900-  restarono: don Fabio, mons.Ettore, col.Fulco, Alessandro, Agapito.
Si rinviene dal registro dei battesimi della parrocchia di S.M. Assunta di Carovilli una testimonianza sulla presenza affettuosa del vecchio duca d’Alessandro verso le sue terre e genti molisane. Alla data del 28 settembre 1903, all’età di anni 79, il duca Giovanni si trovò ancora partecipe all’evento straordinario della traslazione delle reliquie di S. Stefano in Carovilli, alla presenza del vescovo Carlo Pietropaoli. Giovanni M., nonostante l’età avanzata e gli accennati problemi economici (dissesto economico-esproprio terreni),  si prodigò per quella occasione nell’acquisto della “nuova argentea urna (...) coll’obolo della pietà cittadina”.
Dal suo primogenito Nicola III nacque Mario d’Alessandro, marchese di Civitanova e noto come “marchese delle carrozze”, il quale nel 1962 fece una lodevole elargizione, a favore del museo Villa Pignatelli a Napoli, dell’intera sua collezione di antiche carrozze d’epoca, raccolte nella di lui “Villa Pescolanciano” sita in Bellavista (NA). Costui organizzò il leggendario viaggio in carrozza da Portici a Campobasso, passando per Pescolanciano e ex feudi, negli anni cinquanta.
Carovilli è stato sempre pertinente al Contado del Molise.
Nel 1799 il paese fu compreso nel Dipartimento del Sangro e nel Cantone di Agnone
[i]Secondo Pedio (cfr.T.Pedio, Napoli e Spagna nella prima metà del '500, p.288)  fu , precedentemente a questa data, signore di Castiglione Giovanni Vincenzo Seripando;  poi detto feudo fu assegnato a metà del XVI secolo a Franco de Convetinis di Foggia. 
[ii]Quanto sostenuto dal Carano (cfr.A.Carano, I vassalli di Carovilli, p.142) sull’acquisizione del suddetto feudo, pervenuto al casato dei d’Alessandro nel 1675 a seguito delle nozze tra Annamaria Marchesani ed il duca Giuseppe (di cui discuteremo poi) è imprecisa, né trova alcun fondamento. Non solo la citata documentazione dei cedolari dimostra il contrario, ma anche gli atti sull’eredità della Marchesani  fanno emergere chiaramente che i beni portati in dote furono soltanto i feudi di Castel del Giudice, Roccacinquemiglia, il bosco di Collemelucci ed altri terreni, trasmessi poi in eredità al figlio duca Ettore d’Alessandro. Quindi, la fonte storica di riferimento che ha portato a queste considerazioni non esatte deve essere stata in particolare quella del Masciotta, che riferì nelle sue opere questi passaggi:
1583-1593 Il barone Giovanni Donato Marchesani (+1597), coniugato Maria Bucci, acquisì il feudo di Carovilli (1590) a nome della consorte ed in proprio dominio le baronie di Roccaraso e Roccacinquemiglia (1583);
1597  L’investitura dei vari feudi transitò al barone Bernardo Marchesani (+1621/23), coniugato Desiata Melucci, la quale acquistò il bosco, poi denominato “Colle-Melucci”, forse come bene dotale. Costoro, però, non ebbero prole. Quindi, per un precedente accordo intercorso tra i due fratelli, G.Donato e Bernardo, s’era convenuto che i beni della Casata – consensualmente – venissero trasferiti al barone Bernardo che a morte del proprio germano (1597), ereditò infatti le diverse giurisdizioni e territori;
1623/24 Successe allora nelle varie baronie il nipote di Bernardo, barone dottore Giovanni Tommaso Marchesani (+1647) del fu Francesco Marchesani (+1642). Egli fu coniugato con Margherita d’Alessandro (figlia di Agapito, barone di Pescolanciano). Inoltre, il medesimo ereditò dal padre suo, Francesco, la baronia di Castel del Giudice , nonché il bosco di Collemelucci e Roccacinquemiglia dallo zio succitato Bernardo. Non figura, invece, nei suoi feudi quello di Carovilli, mentre risulta che lo stesso barone acquisì pure il feudo di Pietrabbondante.
Figlia unica di codesti genitori fu Anna Maria Marchesani, la quale diventò così intestataria dei soli feudi di Castel del Giudice, Roccacinquemiglia e bosco di Collemelucci portati come dote, in occasione del suo matrimonio (1656) col duca Giov.Giuseppe d’Alessandro di Pescolanciano. Contrariamente alle imprecisioni del Masciotta, tali baronie e beni del Casato Marchesani a titolo personale e vita sua natural durante, furono esclusivamente di pertinenza e dominio di Anna Maria finché visse (+1729).

## Monumenti e luoghi d'interesse

### Architetture religiose
- La settecentesca chiesa parrocchiale di Santa Maria Assunta;
- La chiesa di San Nicola sul Colle, sede di suggestivi eventi teatrali e musicali durante la stagione estiva;
- La chiesa di San Domenico, situata al bivio per Miranda e Roccasicura è fortemente legata al fenomeno della transumanza, in quanto giace su di un tratturello di collegamento tra i tratturi principali Celano - Foggia e Castel di Sangro-Lucera. Storicamente non si hanno notizie sulla sua fondazione; nel sec. XVIII veniva utilizzata come lazzaretto per i malati di peste, in seguito vi vennero trasportati alcuni reperti lapidei provenienti dalla diruta chiesa di S. Pietro del Tasso, fondata da Benedettini provenienti dall'abbazia di Castel San Vincenzo. Attualmente si presenta aperta al pubblico solo in particolari occasioni, quali la festa della Tresca, l'antica trebbiatura del grano con animali ed una fiera dedicata al santo omonimo nella prima settimana di settembre.

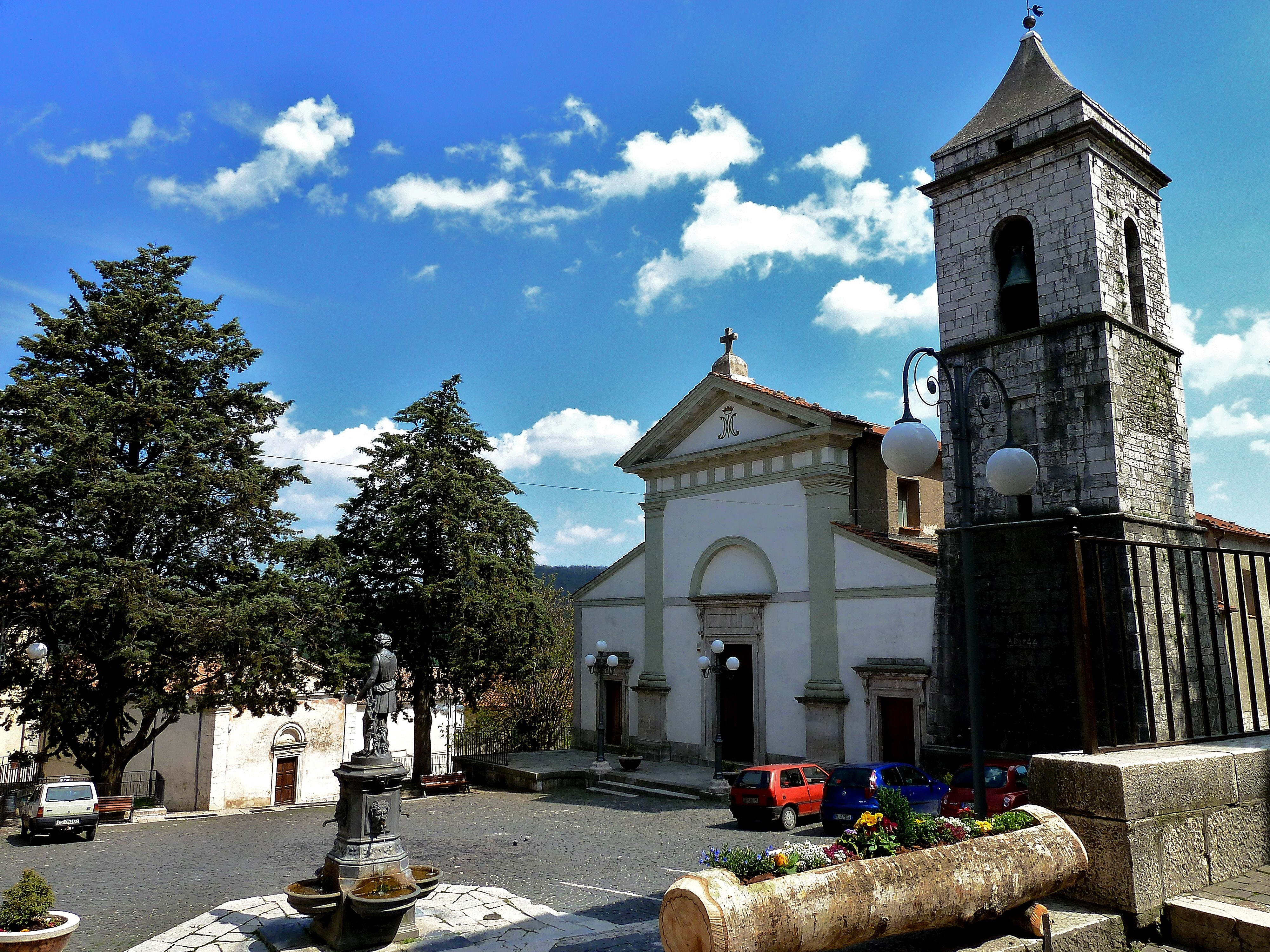
Chiesa di Santa Maria Assunta
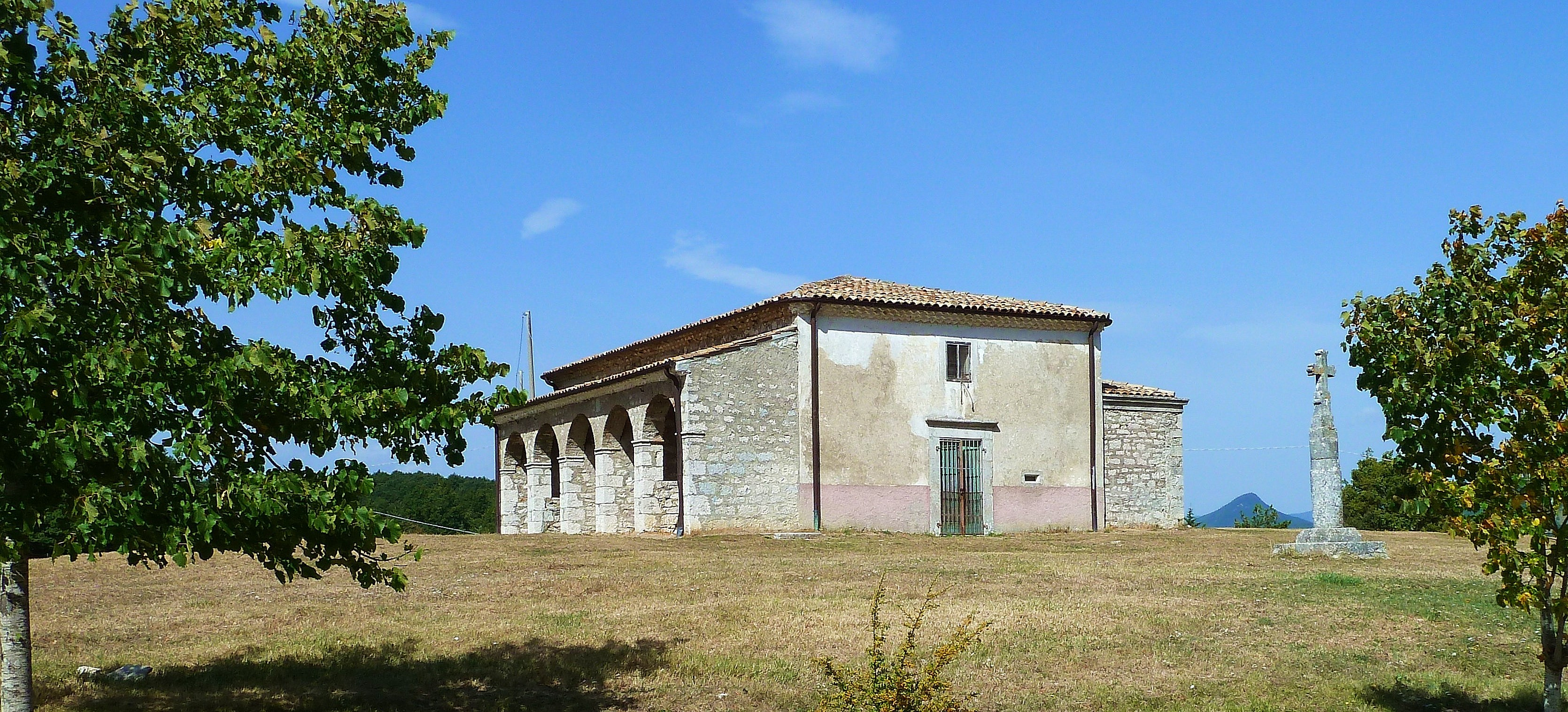
Chiesa sul tratturo di San Domenico
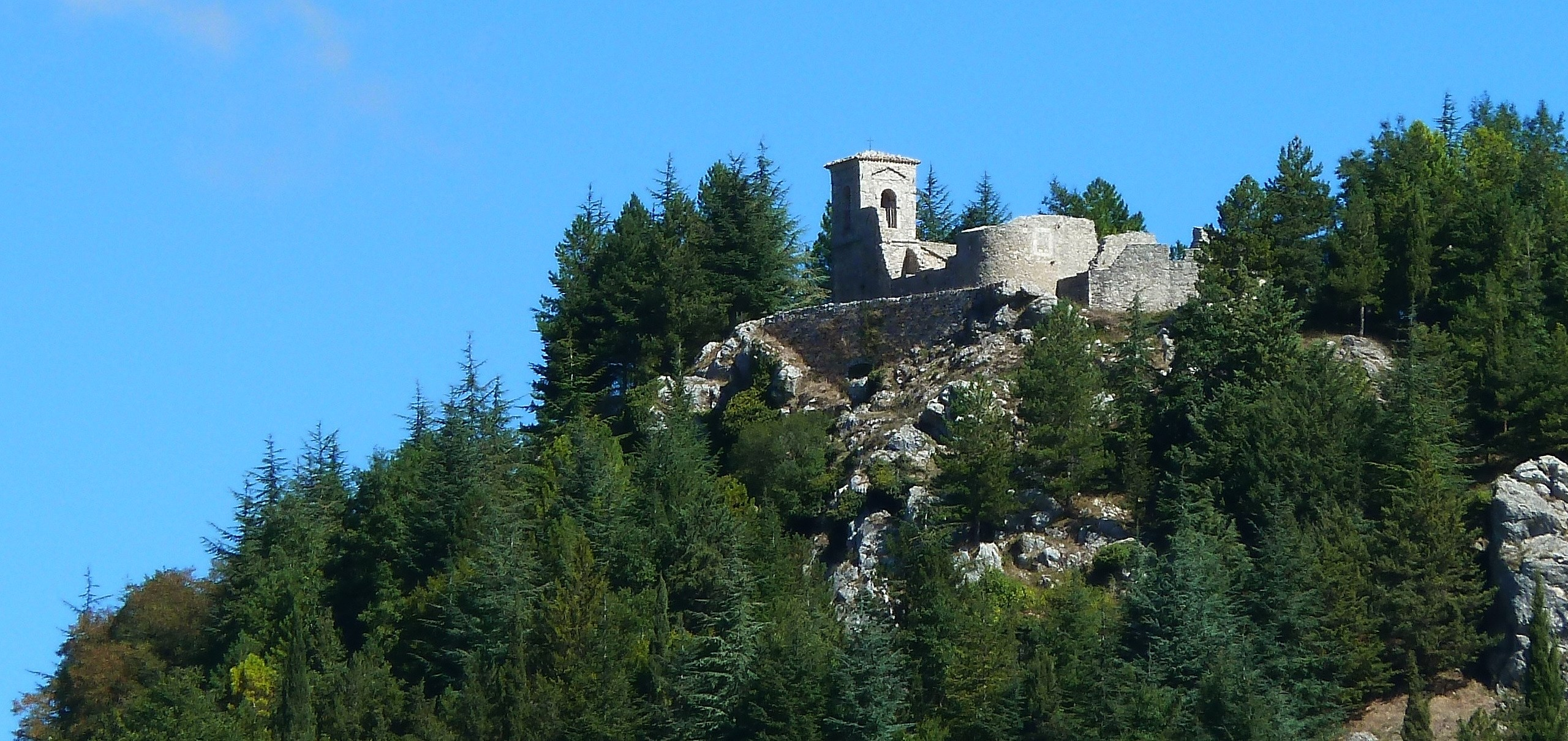
Chiesa "Ammond" (Chiesa sul Colle)

### Architetture civili
- La Casa di Santo Stefano del Lupo, protettore di Carovilli, e il tracciato dell'antico tratturo Castel di Sangro-Lucera che conserva intatto la sua antica forma e dimensione;

### Aree naturali
- L'Oasi Selva di Castiglione, con il suo bosco di cerri, e abeti bianchi e la sua fauna: cinghiale, daino, volpe, lupo, puzzola europea, donnola e molte altre specie di piccoli mammiferi; tra gli uccelli si segnala la presenza del nibbio. Sono presenti anche rettili, come la vipera comune, e anfibi.

## Società

### Evoluzione demografica
Abitanti censiti

## Cultura

### Cucina
Il paese è noto per la raccolta del tartufo.
Piatto tipico è la "lsconda maritieta", fette di pane bagnate nell'uovo e fritte nello strutto.

### Eventi
- Marcialonga Carovillese: gara di montagna, percorso di 11 km circa per valli e boschi del territorio carovillese
- La Tresca: rievocazione storica della trebbiatura del grano con i cavalli (3ª domenica di agosto di ogni anno)
- Santo Stefano del Lupo patrono di Carovilli (19 luglio)
- San Domenico con la caratteristica "barracca" (31 agosto/1º settembre)
- Il Presepe vivente in località Fonte Curelli (26 dicembre)

## Geografia antropica

### Frazioni e località
Nei pressi di Carovilli, a due km, si trova l'antico e caratteristico borgo di Castiglione, immerso in un ampio contesto naturale. Il borgo consta di 200 abitanti circa.
Altre località sono Fonte Curelli, Briccioso e Cerro Savino.

## Infrastrutture e trasporti
Il comune è servito dalla stazione di Carovilli-Roccasicura lungo la ferrovia Sulmona-Isernia, la quale effettua unicamente servizi turistici.

## Amministrazione
Di seguito è presentata una tabella relativa alle amministrazioni che si sono succedute in questo comune.
| Periodo         | Periodo        | Primo cittadino     | Partito                      | Carica  | Note  |
| --------------- | -------------- | ------------------- | ---------------------------- | ------- | ----- |
| 11 ottobre 1986 | 24 aprile 1995 | Serafino Di Giacomo | Democrazia Cristiana         | Sindaco | [ 5 ] |
| 24 aprile 1995  | 14 giugno 1999 | Domenico Cinocca    | centro-sinistra              | Sindaco | [ 5 ] |
| 14 giugno 1999  | 8 giugno 2009  | Antonio Conti       | lista civica                 | Sindaco | [ 5 ] |
| 8 giugno 2009   | 27 maggio 2019 | Antonio Cinocca     | Uniti per Carovilli          | Sindaco | [ 5 ] |
| 27 maggio 2019  | 10 giugno 2024 | Antonio Conti       | Per la buona amministrazione | Sindaco | [ 5 ] |
| 10 giugno 2024  | in carica      | Simone Nuosci       | Carovilli impegno comune     | Sindaco | [ 5 ] |

## Sport

### Calcio
La squadra di calcio della città è l'A.S.D. Carovilli che milita nel Campionato molisano di Promozione 2017-18. I colori sociali sono il rosso ed il blu.